# 중세 프랑스 문학
중세 프랑스 문학은 11세기부터 15세기까지의 프랑스 문학이다. 13세기까지는 고대 프랑스어, 그 이후로는 중세 프랑스어로 쓰였으며, 남부 방언군인 오크어로 쓰인 트루바두르 문학 역시 포괄한다.

## 개요
중세 불문학의 시작점은 11세기이며, 때는 침략과 전염병의 시대를 뒤이은 농업 발달과 인구 증가의 시대였다.

## 세 가지 소재
10세기부터 15세기까지의 중세 불문학 나아가 중세문학 전반은 주제별로 세가지 소재(Matière, 마티에르)로 나눌 수 있다.
- 프랑스 소재(matière de France): 카롤루스 작품군(Cycle carolingien)이라고도 불리며, 카롤루스 대제 시절, 프랑크족이 스페인의 무슬림인 사라센들과의 전투를 그린 문학주제이다.
- 브리튼 소재(Matière de Bretagne):켈트족의 아서왕 전설을 소재로 한 작품군이며, 12세기 초부터 프랑스에서 흥하기 시작했다.
- 로마 소재(matière de Rome): 고대 로마 및 그리스의 전설을 그린 것으로, 주로 알렉산드로스 대왕이나 율리우스 카이사르를 소재로 하고있다. 흥미로운 것은 비록 고대를 배경으로 하고있음에도 불구하고 그것에 중세적인 세계관이 덧칠해졌다는 것이며, 로마 이야기에서 나오는 전사들은 중세의 기사도를 표현하고 있기도 하다.

이것은 12세기의 시인 장 보델Jean Bodel이 분류한 것으로, 이 세 주제가 종종 섞이기도 하고 어디로 분류하기도 어려운 작품도 있긴 하지만 동시대인의 분류법인만큼 큰 의미를 갖는 구분법이기도 하다.

## 11세기

### 무훈시와 서정시
11세기부터 무훈시(chanson de geste)라는 서사시가 본격적으로 불문학의 개막을 알리게 된다. 롤랑의 노래(la chanson de Roland)이 대표작인 무훈시는 '프랑스 소재'의 시초로, 중세 이후에도 다양한 문학전통의 영감의 원천이 된다. 같은 시기에 서정시(poésie lyrique)도 나타난다.

## 12세기

### 궁정문학과 시정문학
12세기 중엽부터는 봉건제도가 완전히 정착하면서 궁정을 중심으로 한 영주들의 시대가 된다. 따라서 궁정성(courtoisie)이라는 세속귀족의 가치관이 발달하게 되고 이러한 문화는 기사계급까지 확대되며, 이로부터 궁정연애(amour courtois)라는 독특한 연애관과 본래의 기사도 관념이 결합한 궁정문학이 탄생한다. 무훈시와는 달리 궁정문학은 프랑스 소재가 아닌 브리튼이나 로마의 소재를 채택하는데, 대표작으로는 크레티앵 드 트루아(Chrétien de Troyes, 1135?–1190?)의 아서왕 전설 소설이나, 풍유라는 방식을 통해 궁정연애를 노래한 13세기의 시 장미 이야기(Roman de la rose) 등이 있다.
같은 시기에 시정문학(市井文學, Litterature bourgeoise)가 발달한다. 여기서 부르주아라는 것은 근대적 의미에서의 부르주아를 의미한다기보다는 말그대로 성 안에서 살던 사람이었다. 때문에 궁정적, 귀족적 가치관을 담고 있기 보다기다는 중세사회를 풍자하는 우화적인 소설 즉 파블리오(Fablieau, 소극笑劇)이 발달했는데 그 대표작은 여우 이야기(Roman de la Renart).

## 14세기

### 아르스 노바
14세기 유럽은 경제적인 어려움을 겪었고, 흑사병 역시 창궐했으며, 14세기 후반에는 백년전쟁 역시 일어났다. 특히 14세기 말부터 15세기 초는 불문학사의 암흑기라 여겨진다.
여럿 궁정(cour)이 경쟁하였기에 각 궁정은 저마다 시인들을 끌었고, 시인들은 이러한 후원자(mécène) 밑에서 다분히 권력친화적인 작품활동을 할 수 있었다. 
14세기 작품 중에는 특히 인물 전기를 많이 찾아볼 수 있으며 시도서(時禱書, livre d'heure)도 다수 쓰여졌다.
기욤 드 마쇼는 12세기의 궁정문학의 가치관을 되살리고자 하였으니 이것이 아르스 노바의 시초이다. 그러나 이것은 봉건문학과는 다른 새로운 서정적인 형식을 띠고 있다. 기욤 드 마쇼는 최후의 트루바두르이자 불문학사에서 마지막으로 시와 음악을 동일시한 대시인이었고, 아르스 노바 역시 중세 음유문학의 말미를 장식한다.

## 15세기
15세기는 불문학사에서 흔히 우울(mélancolie)의 시대로 불려, 인간의 삶에 대한 비극적인 감정의 표현을 엿볼 수 있다. 이 시기에 빼놓을 수 없는 작가는 시대만큼이나 비극적인 삶을 살다간 풍운아 시인 프랑수아 비용인데, 전대의 고상한 궁정문학과는 심히 대조적으로 죽음에 수없이 당면한 자신의 운명을 매우 사실적으로 그려냈다.
프랑스 중세극의 전성기이기도 했는데, 소극(farce)이 독립된 장르로 발달했으며, 파틀랭 선생은 현재까지도 소극의 고전으로 남아있다.

## 사멸
백년전쟁이 종전하고, 흑사병도 잦아들며 중세 및 중세문학은 서서히 종언을 고한다. 인구가 불어나고 삶의 질이 나아지며, 루이 11세의 치하에 상업이 발달하고 왕권이 강화되었다. 예술활동은 장려되었으나 점점더 규제의 대상이 되었다.
무엇보다 중요한 것은 인식의 전환이다. 중세인은 이제 신대륙을 알게 되었고 코페르니쿠스적 전환을 겪었으며 여기서 느낀 바를 새 발명 인쇄술로 더 널리 전달할 수 있게 되었다. 이러한 사고관은 16세기의 르네상스 문학에서 개화하게 된다.

## 같이 보기
- 서양 중세 연극